# 위빗근
위빗근(superior oblique muscle, obliquus oculi superior) 또는 상사근은 눈확의 위쪽, 중앙에서 시작하는(즉, 코 옆에서) 방추형 근육으로 눈을 외전(abduct), 하강(depress) 및 안쪽으로 회전(internally rotate)한다. 이것은 도르래 신경(제4 뇌신경)에 의해 지배되는 유일한 외안근이다.

## 추가 이미지
- 가쪽곧은근의 눈 운동, 위쪽에서 봤을 때
- 안쪽곧은근의 눈 운동, 위쪽에서 봤을 때
- 아래곧은근의 눈 운동, 위쪽에서 봤을 때
- 위곧은근의 눈 운동, 위쪽에서 봤을 때
- 위빗근의 눈 운동, 위쪽에서 봤을 때
- 아래빗근의 눈 운동, 위쪽에서 봤을 때
- 앞쪽에서 봤을 때

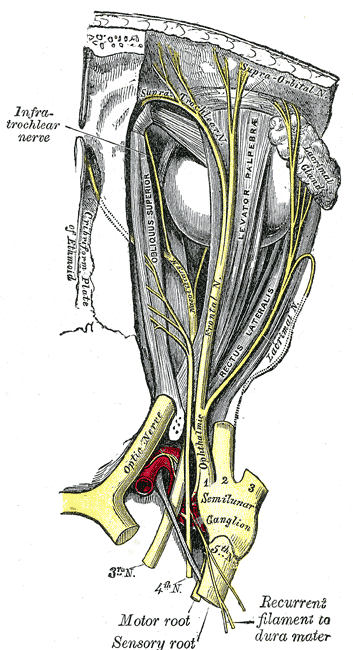
Nerves of the orbit. Seen from above.
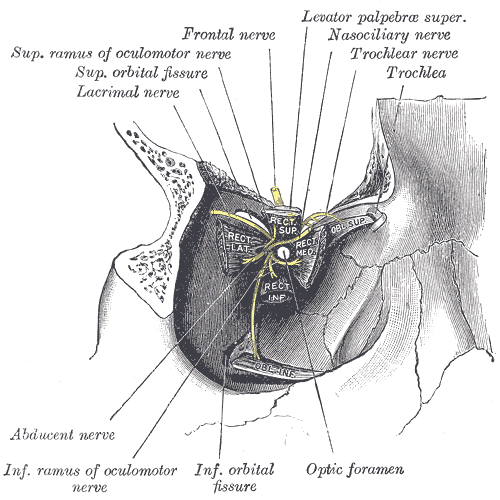
Dissection showing origins of right ocular muscles, and nerves entering by the superior orbital fissure.

## 같이 보기
- 바깥눈근육
- 눈확

## 참고 문헌
이 문서는 현재 퍼블릭 도메인에 속하는 그레이 해부학 제20판(1918) page 1022의 내용을 기초로 작성된 글이 포함되어 있습니다.